# ネイサン・ミラー
ネイサン・ミラー（英語: Nathan Miller, 1988年7月18日 - ）は、アメリカ合衆国出身の男性フィギュアスケート選手（ペア）。パートナーはブリトニー・シンプソンなど。
2009/2010 ISUジュニアグランプリでファイナルに進出した。

## 経歴
1988年アメリカ合衆国アーカンソー州リトルロック生まれ。5歳でスケートを始める。
ステイシー・キムとのペアを経て2004-05年シーズンにクレア・デービスとのペアで全米フィギュアスケート選手権ノービスクラスで優勝。国際競技会デビューとなったトリグラフ杯ジュニアクラスでも優勝を果たす。
しかし続く2005-06年シーズンはアシュリー・ブラウンとのペア、翌シーズンから再びデービスとペア、と頻繁にパートナーを変更。この間、2007-08年シーズンにはISUジュニアグランプリ1大会に参戦したが、シーズン終了後にはペアを解消した。
2008年に当時12歳のブリトニー・シンプソンとペアを組み、全米選手権ジュニアクラスで4位となる。シンプソンが国際スケート連盟基準のジュニアクラス出場可能年齢である13歳に達した翌2009-10年シーズン、ISUジュニアグランプリ参戦しファイナルに進出。全米選手権ジュニアクラスでは2位となり世界ジュニアフィギュアスケート選手権にも出場を果たした。

## 主な戦績
- 2008-09年シーズンからはブリトニー・シンプソンとのペア
- 2005-06年シーズンはアシュリー・ブラウンとのペア
- 2004-05年シーズンと2006-08年シーズンはクレア・デービスとのペア

| 大会/年              | 2004-05 | 2005-06 | 2006-07 | 2007-08 | 2008-09 | 2009-10 | 2010-11 |
| -------------------- | ------- | ------- | ------- | ------- | ------- | ------- | ------- |
| GPスケートカナダ     |         |         |         |         |         |         | 6       |
| GPロステレコム杯     |         |         |         |         |         |         | 7       |
| 全米選手権           | 1 N     | 9 J     | 10 J    | 12 J    | 4 J     | 2 J     |         |
| 世界Jr.選手権        |         |         |         |         |         | 5       |         |
| JGPファイナル        |         |         |         |         |         | 6       |         |
| JGPレークプラシッド  |         |         |         |         |         | 4       |         |
| JGP B.シュベルター杯 |         |         |         | 9       |         | 3       |         |
| トリグラフトロフィー | 1 J     |         |         |         |         |         |         |

### 詳細
| 2010-2011 シーズン    |                                                      |         |         |          |
| 開催日                | 大会名                                               | SP      | FS      | 結果     |
| 2010年11月19日 - 21日 | ISUグランプリシリーズ ロステレコム杯（モスクワ）     | 6 50.28 | 7 95.50 | 7 145.78 |
| 2010年10月29日 - 31日 | ISUグランプリシリーズ スケートカナダ（キングストン） | 6 46.39 | 6 87.66 | 6 134.05 |

| 2009-2010 シーズン   |                                                                |         |         |          |
| 開催日               | 大会名                                                         | SP      | FS      | 結果     |
| 2010年3月9日 - 10日  | 2010年世界ジュニアフィギュアスケート選手権（ハーグ）           | 4 52.50 | 6 85.50 | 5 138.00 |
| 2010年1月16日 - 18日 | 全米フィギュアスケート選手権 ジュニアクラス（スポケーン）      | 2 56.74 | 2 90.55 | 2 147.29 |
| 2009年12月3日 - 4日  | 2009/2010 ISUジュニアグランプリファイナル（東京）              | 7 44.48 | 6 84.14 | 6 128.62 |
| 2009年10月2日 - 3日  | ISUジュニアグランプリ ブラオエン・シュベルター杯（ドレスデン） | 2 53.01 | 4 91.79 | 3 144.80 |
| 2009年9月3日 - 5日   | ISUジュニアグランプリ レークプラシッド（レークプラシッド）     | 4 44.11 | 3 84.72 | 4 128.83 |

| 2008-2009 シーズン   |                                                               |         |         |          |
| 開催日               | 大会名                                                        | SP      | FS      | 結果     |
| 2009年1月18日 - 25日 | 全米フィギュアスケート選手権 ジュニアクラス（クリーブランド） | 4 46.39 | 5 76.05 | 4 122.44 |

| 2007-2008 シーズン    |                                                                |          |          |           |
| 開催日                | 大会名                                                         | SP       | FS       | 結果      |
| 2008年1月20日 - 27日  | 全米フィギュアスケート選手権 ジュニアクラス（セントポール）    | 7 43.34  | 13 57.36 | 12 100.70 |
| 2007年10月10日 - 14日 | ISUジュニアグランプリ ブラオエン・シュベルター杯（ケムニッツ） | 10 37.75 | 9 63.87  | 9 101.62  |

| 2006-2007 シーズン   |                                                           |          |          |           |
| 開催日               | 大会名                                                    | SP       | FS       | 結果      |
| 2007年1月21日 - 28日 | 全米フィギュアスケート選手権 ジュニアクラス（スポケーン） | 12 35.08 | 10 66.54 | 10 101.62 |

| 2005-2006 シーズン  |                                                             |         |          |          |
| 開催日              | 大会名                                                      | SP      | FS       | 結果     |
| 2006年1月7日 - 15日 | 全米フィギュアスケート選手権 ジュニアクラス（セントルイス） | 8 43.30 | 11 75.18 | 9 118.48 |

| 2004-2005 シーズン   |                                                            |    |    |      |
| 開催日               | 大会名                                                     | SP | FS | 結果 |
| 2005年4月14日 - 17日 | 2005年トリグラフトロフィー ジュニアクラス （イェセニツェ） | 2  | 1  | 1    |